# Luke's Lost Lamb

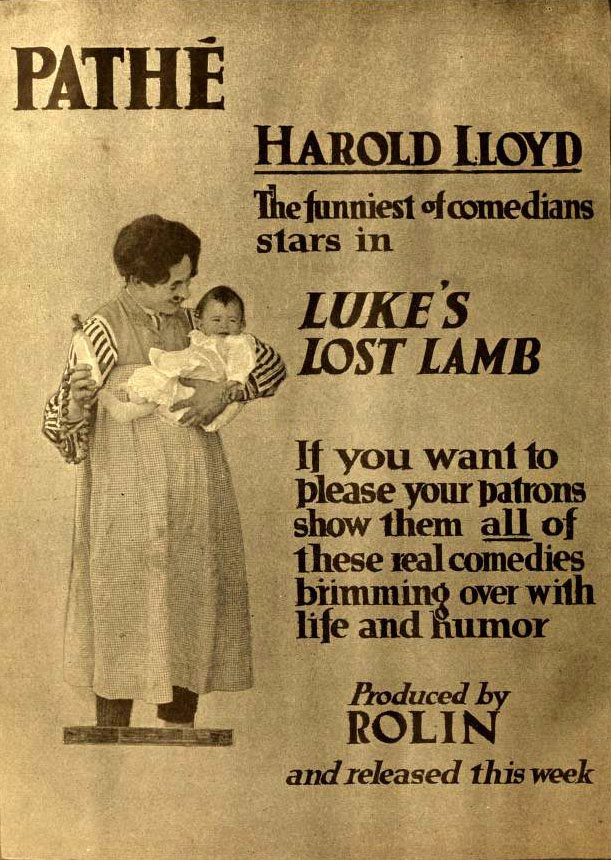
Annonce pour le film dans The Moving Picture World.

Luke's Lost Lamb est un film américain réalisé et produit par Hal Roach, sorti en 1916.

## Fiche technique
- Réalisation :  Hal Roach
- Producteur : Hal Roach[1]
- Production : Pathé Exchange
- Durée : 1 bobine
- Date de sortie : 7 août 1916

## Distribution
- Harold Lloyd : Lonesome Luke
- Snub Pollard
- Bebe Daniels
- Charles Stevenson
- Billy Fay
- Fred C. Newmeyer
- Sammy Brooks
- Harry Todd
- Bud Jamison
- Dee Lampton
- Eva Thatcher
- Margaret Joslin